# 瓦列里·叶梅利亚诺夫
瓦列里·尼古拉耶维奇·叶梅利亚诺夫（俄语：Валерий Николаевич Емельянов；1929年5月24日—1999年5月9日），苏联—俄罗斯阿拉伯语学者、公众人物、阿拉伯语及希伯来语教师、经济学副博士。
叶梅利亚诺夫是所谓“反锡安主义圈子”的成员之一，该组织是俄罗斯民族主义运动的一部分，后来成为“俄罗斯党”。他是斯拉夫新异教的创始人之一，斯拉夫新异教的“第一波”的代表人物，古文明伪史观点“雅利安-维涅季”的创造者，以及反犹主义书籍作者。他是世界反锡安主义与反共济会阵线“记忆”（极右翼组织民族爱国阵线“记忆”的新异教派系）的创始人和主席，《去锡安化》和《犹太纳粹主义与〈亚细亚生产方式〉》的作者。他是苏联最著名的“反锡安主义者”之一。

## 生平
叶梅利亚诺夫毕业于莫斯科国立大学东方语言学院。他曾担任尼基塔·赫鲁晓夫的中东事务助理。
1963年，叶梅利亚诺夫因博士论文抄袭而受审。1967年赫鲁晓夫辞职后，他在苏共中央委员会下属的高级党校进行了论文答辩，之后在莫里斯·多列士语言大学、高级党校和其他大学教授政治经济学、阿拉伯语和希伯来语，并担任翻译。
良好的阿拉伯语素养以及他的服务特点使叶梅利亚诺夫与阿拉伯世界建立了广泛的联系，包括那些最高级别的官员。从这些来源中，他得出了自己对“锡安主义”的理解。20世纪70年代初，作为莫斯科市党委的讲师，叶梅利亚诺夫呼吁“揭露”“犹太-共济会阴谋”。
“反锡安主义圈子”的成员、俄罗斯民族主义运动俄罗斯党的参与者I. 米洛瓦诺夫和Yu. S. 伊万诺夫与叶梅利亚诺夫进行了磋商，并与他成为了朋友。20世纪70年代，叶梅利亚诺夫与其他发展新异教“雅利安”思想的作家瓦列里·斯库拉科夫和阿纳托利·伊万诺夫进行了密切交流。在很长一段时间内，叶梅利亚诺夫成功将官方宣传员和萨米兹达特作者两种身份相结合；在这个职位上，他是俄罗斯民族主义运动中的独特榜样。他的官方出版物符合“反犹太复国主义”苏联宣传的大趋势。
叶梅利亚诺夫是斯拉夫新异教最早宣言之一，1973年发表的匿名信《一个俄罗斯人在爱国杂志〈Veche〉上发表的批判笔记》的作者。笔记发表后，《Veche》杂志于1974年遭到查禁，其主编O. 奥西波夫被捕。这封信标志着叶梅利亚诺夫首次出现在萨米兹达特领域。
20世纪70年代，叶梅利亚诺夫撰写了《去锡安化》一书。该书于1979年在叙利亚总统哈菲兹·阿萨德的命令下首次以阿拉伯语于叙利亚的《复兴报》上发表。与此同时，该书的影印本由巴解组织在巴黎出版，并在莫斯科分发。该书的插图含有康斯坦丁·瓦西里耶夫以俄罗斯英雄与邪恶势力斗争为主题的画作的复印版，特别是“伊利亚·穆罗梅茨击败基督教瘟疫”这幅画，它后来在新异教徒中流行起来。
作为一部庞大而不拘一格的作品，《去锡安化》的主要思想是人类“真实”的历史是异教徒和堕落的犹太“锡安主义者”之间的斗争，隐藏在大众的视线之外。它还简要叙述了《韦莱斯之书》的内容和新异教的基础。这本书给出了一个版本的犹太-共济会阴谋论。根据叶梅利亚诺夫的说法，“锡安主义者”和“共济会”的阴谋是所罗门创造的，目的是在2000年前左右夺取全世界的权力；据称，所罗门圣殿崇拜撒旦并实行人祭。这本书被翻译并在以色列和几个欧洲国家出版，作为现代苏联反犹主义的一个样例。
除了对“锡安主义-共济会重点”的“历史”、结构和组织形式的关注外，《去锡安化》还包括“世界反锡安主义与反共济会阵线（羅馬化：Vsemirny antisionistsky i antimasonsky front）”的章程。在“阵线的原则和任务”部分，叶梅利亚诺夫设想将其组建为一个“抵御犹太纳粹主义-锡安主义的世界组织”，并将世界各国人民，特别是斯拉夫人，从“占领”中解放出来。
根据阿纳托利·伊万诺夫的说法，叶夫根尼·叶夫谢耶夫曾充当《去锡安化》的专家。尽管他是俄罗斯民族主义者的知识分子领袖之一，但他认为这本书是反苏联和反犹的。后来，这两位反锡安主义理论家之间的理论分歧开始扩大，这反映在他们自己与其同事撰写的一系列萨米兹达特出版物中。
叶梅利亚诺夫在全联盟政治和科学知识传播协会报告厅的演讲录音以萨米兹达特的形式分发，其中包含犹太人是一个职业犯罪部落的想法，以及流传于俄罗斯民族主义者口中的神话，包括批评莉莉娅·布里克对弗拉基米尔·马雅可夫斯基和安德烈·塔尔科夫斯基的电影《安德烈·鲁布廖夫》的“犹太影响”。叶梅利亚诺夫的创作活动与他反对“锡安主义者”的具体行动相结合。
叶梅利亚诺夫于20世纪70年代初在《去锡安化》和知识传播协会中描述的思想引起了国际抗议：美国参议员雅各布·贾维茨于1973年向苏联驻美大使阿纳托利·多勃雷宁抗议，此后叶梅利亚诺夫的讲座被停止。
谢苗·列兹尼克写道，1975年，叶梅利亚诺夫设法从纪念十二月党人的展览中去除了共济会的标准。“俄罗斯党”成员谢尔盖·谢马诺夫在他的日记中指出，1977年，叶梅利亚诺夫致信苏共中央委员会，抗议流通的纪念卢布上存在共济会标志，但实际该卢布上的标志由三个相交的卫星轨道构成。叶梅利亚诺夫与意识形态秘书米哈伊尔·齐米亚宁进行了一次谈话，结果，根据苏共政治局的决定，这些硬币被撤回流通并重新铸造。
1977年，叶梅利亚诺夫向苏共中央委员会提交了一份报告，他在报告中声称所有苏联犹太人都是“锡安主义代理人”。与此相关，他要求在学校、大学和军队中开设“科学反锡安主义和反共济会”的必修课程，在苏共中央委员会下设立一个研究“锡安主义”和“共济会”的科学研究所，等等。在报告中，他“揭露”了“国际犹太共济会金字塔”。他提议设立一个类似于20世纪三四十年代反法西斯人民阵线的“世界反锡安主义与反共济会阵线”，因为在他看来，世界上所有的非犹太人都受到全球锡安主义统治的危险的威胁，他预测这种威胁将在2000年到来。
1977—1978年，叶梅利亚诺夫参加了“反锡安主义圈子”的活动，在此基础上，其参与者计划创建“世界反锡安主义与反共济会阵线‘记忆’”。该圈子由苏联中央委员会第三书记鲍里斯·波诺马廖夫的外甥叶夫根尼·叶夫谢耶夫领导。后来，在1979—1980年，以圈子为榜样，成立了航空工业部下属的爱书人士协会，并于 1982 年成为民族爱国阵线“记忆”。
谢苗·列兹尼克认为，叶梅利亚诺夫是1979年以I. 别斯图热夫的笔名发表在《莫斯科》杂志上的一篇反犹文章的作者。在这篇文章中，作者声称犹太教宣扬对非犹太人的仇恨，并教导犹太人杀死非犹太人中的精英。
叶梅利亚诺夫开始指责大量的人是“锡安主义者”，包括以苏共中央总书记列昂尼德·勃列日涅夫为首的统治精英。1980年初，他试图在苏共中央政治局及其秘书处的成员中分发《去锡安化》的副本。在苏共中央监察委员会调查后，叶梅利亚诺夫被开除出苏共并被停职，正式理由是在国外出版书籍违反党纪。1980年3月26日，他拒绝在监察委员会会议上透露帮助他印刷这本书的人的名字。《小犹太百科全书》将开除党籍与叶梅利亚诺夫称勃列日涅夫是“锡安主义者”联系起来。开除党籍意味着他的政治和公共事业的崩溃。
1980年4月10日，叶梅利亚诺夫因被指控谋杀并用斧头肢解妻子而被捕。经过审判，他被发现精神错乱，被诊断出患有精神分裂症，并被安置在列宁格勒特殊精神病院六年。根据一名在场观察员后来的陈述，叶梅利亚诺夫用斧头剁碎妻子的尸体并在建筑工地焚烧的动机是怀疑她与锡安主义者合作。亚历山大·杜金是本案的证人。叶梅利亚诺夫于1986年获释。
1986年离开精神病院后，叶梅利亚诺夫加入了德米特里·瓦西里耶夫的民族爱国阵线“记忆”，并被短暂认为是该组织的领导人之一。该组织最有影响力的作品是叶梅利亚诺夫的《去锡安化》和阿纳托利·伊万诺夫的《基督教瘟疫》。后来，叶梅利亚诺夫在意识形态上与瓦西里耶夫分道扬镳：瓦西里耶夫认为“锡安主义者”正在摧毁俄罗斯的基督教，而叶梅利亚诺夫则认为基督教是“锡安主义者”强加给俄罗斯的。
1987年年底，叶梅利亚诺夫创立了世界反锡安主义与反共济会阵线“记忆”。
1989年年底，叶梅利亚诺夫成为斯拉夫新异教的公开追随者。当时，他和亚历山大·贝洛夫的戈里茨格斗俱乐部一同创立了莫斯科斯拉夫异教徒社区，这是莫斯科第一个斯拉夫新异教社区。叶梅利亚诺夫还采用了新异教的名字“韦莱米尔”。1990年，贝洛夫以激进政治主义为由将叶梅利亚诺夫及其追随者（包括阿列克谢·多布罗沃利斯基）驱逐出社区。
1991年，叶梅利亚诺夫成为“斯拉夫委员会”的创始人之一。1992年，他宣称自己为“世界俄罗斯政府主席”，但在20世纪90年代初期，他的组织只有几十名成员，他们在莫斯科拥有一个军事体育俱乐部。据推测，他们的活动是由阿拉伯国家资助的。
20世纪90年代后半期，叶梅利亚诺夫主张恢复以“斯大林王朝”为首的俄罗斯君主制，并提议以斯大林的孙子、退休上校叶夫根尼·朱加什维利为统治者。20世纪90年代，叶梅利亚诺夫在马利诺夫斯基军事装甲部队学院任教。
在他生命的最后阶段，叶梅利亚诺夫以政治人物的身份退休。1997年，他于少数追随者加入了A·M·阿拉托夫的小型组织俄罗斯民族解放运动，并成为《俄罗斯真理报》的主编。

## 观点与思想
在20世纪70年代，反锡安主义者和俄罗斯民族主义运动的参与者很大一部分的活动被称为瓦列里·叶梅利亚诺夫、德米特里·茹科夫、瓦列里·斯库拉托夫和阿纳托利·伊万诺夫的“俄罗斯党”，是斯拉夫新异教和种族主义世界观的宣传。这些作者通过以下理论得出了斯拉夫新异教：既然来自犹太人的一切从定义上讲都是消极的，因此基督教也是犹太人创造出来以奴役其他民族的。作为对基督教的制衡，作者提议回归古代斯拉夫人或原始斯拉夫人的“原始”宗教，他们认为这些是“古雅利安人”的一部分。叶梅利亚诺夫将《韦莱斯之书》中的“雅利安”思想、阿纳托利·伊万诺夫的反基督教悲怆以及康斯坦丁·瓦西里耶夫的视觉作品结合成一个广义的理论概念。
在1973年给Veche杂志的《一个俄罗斯人在爱国杂志〈Veche〉上发表的批判笔记》匿名信中，叶梅利亚诺夫指责该杂志屈从于“国际锡安主义者”，这“比法西斯瘟疫更糟糕”。他将这本杂志描述为“锡安主义的前厅”。在他看来，要使这份出版物“真正”成为俄罗斯的，它应该“发布关于锡安主义伪科学家的科学作品毫无价值的材料……向检察官办公室询问有关锡安主义者用来购买别墅和汽车的钱的问题”。他称基督教和伊斯兰教是“犹太教的附属机构”，旨在使人类屈从于犹太人。他声称，“一般的基督教，特别是东正教……正是为了抹去一切原始的和民族的，把每个信仰它们的人类都变成无根的世界主义者”。他呼吁俄罗斯人回归对斯拉夫多神教神明的古老信仰，并“结束东正教作为犹太奴隶制前厅的地位”。他宣传布尔什维克是唯一有实力将世界从“锡安主义阴谋”中拯救出来的力量。
在20世纪70年代的《去锡安化》中，叶梅利扬诺夫描述了俄罗斯前基督教文明，并宣传它创造了丰富的书面语言和文化。与其他新异教作家瓦列里·斯库拉托夫和弗拉基米尔·谢尔巴科夫一样，他大量引用了《韦莱斯之书》，据说这本书保存了真正的俄罗斯世界观的残余，构成了“人民的魂灵”。他把来到印度古雅利安人称作“雅利安-维涅季人”，他们为印度斯坦带来了“我们的意识形态，这种意识形态保存在印度教和瑜伽的基础中”。“雅利安-维涅季人”在东地中海统治了一段时间；根据叶梅利亚诺夫的说法，“巴勒斯坦”这个名字起源于他们，意思是“烧焦的营地”（羅馬化：Opalyonny stan）。为了将“雅利安-维涅季人”而不是闪米特人描绘成字母表的创造者，他还声称腓尼基人也是“雅利安-维涅季人”。
根据叶梅利亚诺夫的说法，“斯拉夫-罗斯人”，也是“雅利安-维涅季人”的一部分，居住在整个欧洲大陆和斯堪的纳维亚半岛，一直到日耳曼人的土地。“欧洲唯一的土著是威尼斯人和波罗的雅利安人”，而凯尔特人和日耳曼人据称来自亚洲深处。“威尼斯人”构成了“雅利安语言的底层”，是“共同雅利安人”意识形态的主要守护者。语言和意识形态的纯洁性只在“从诺夫哥罗德到黑海的广袤无垠中”得以保存，在那里，“三个三位一体”的思想保存得最久：Prav-Yav-Nav、Svarog-Perun-Svetovid、Dusha-Plot-Mosh。这片土地上盛行着一个黄金时代，当时“没有邪恶的概念”，鲁西奇人与自然和谐共处——他们不知道盲目服从上帝，他们既没有圣所也没有牧师。“神秘力量”的持有者是女性瑜伽士，据称这是“雅利安人”的普遍特征。
叶梅利亚诺夫将犹太人描绘成迁移到“雅利安”巴勒斯坦并侵占“雅利安”文化遗产的野蛮人。据称，犹太人的语言本身是在强大的“雅利安”影响下发展下来的。“野蛮的犹太人”不是靠军事力量和勇气战胜了“光荣的雅利安人”的土地，而是由于埃及和美索不达米亚牧师的犯罪行为，他们害怕生活在小亚细亚和巴勒斯坦的“伟大的罗斯人民”：
为了消灭这种威胁，古代的祭司们长期以来一直在培养和培育一种稳定的混血犯罪基因型，这种基因型是在黑种人、黄种人和白种人的犯罪世界的古代职业王朝的基础上，经过许多许多世纪的杂交创造出来的。
后来，到1994年，叶梅利亚诺夫的这个想法导致了这样的表述：“犹太人是专业的古代罪犯，他们形成了某个种族。”根据叶梅利亚诺夫的说法，世界注定要发生两种几乎是宇宙的力量之间的永恒斗争——爱国民族主义者和“信仰犹太教法典的锡安主义者”。
根据叶梅利亚诺夫的说法，自犹太人出现以来，世界历史的核心一直是“锡安主义者”（犹太人）和“共济会”与以“雅利安人”为首的其他人在争夺世界统治权的斗争中的殊死搏斗。据称，这场斗争的计划是由犹太王所罗门制定的。所罗门的险恶角色的概念可以追溯到俄罗斯神秘主义者谢尔盖·尼卢斯的小册子，他是《锡安长老会纪要》的首批出版商之一。叶梅利亚诺夫声称犹太教需要活人祭祀。他的目标是揭露“锡安主义-共济会重点”的计划，据称组织计划在2000年之前创造一个世界国家。根据他的说法，基督教犹太人专门为奴役其他民族而创建的，是“锡安主义”手中的有力武器。对叶梅利亚诺夫来说，耶稣既是“普通的犹太种族主义者”，又是“共济会成员”；而弗拉基米尔一世则被赋予了犹太人的血统。只有以俄罗斯为首的“雅利安”世界才能击败“锡安主义”。
以叶梅利亚诺夫为首的世界反锡安主义与反共济会阵线“记忆”宣布，它代表着“世界上所有国家的大多数土著居民”，并将其主要目标定为反对“犹太纳粹主义”（即锡安主义）威胁统治的斗争。该阵线的终极目标是在世界所有国家建立“反锡安主义与反共济会的独裁统治”，统治不会侵犯现有国家制度的特点。阵线宣布了“种族斗争”的开始，并将其表述为争取民主的斗争，旨在将世界从“俄罗斯和巴勒斯坦人民经历过的”恐怖中拯救出来。阵线对巴勒斯坦人表现出特别的同情，称他们是遭受“犹太纳粹种族灭绝”的兄弟，并支持巴解组织。他宣称伊斯兰教是他在这场斗争中的坚实盟友。

## 遗产
叶梅利亚诺夫受到许多俄罗斯新异教徒的高度尊崇，他们认为他是“创教元勋”。他的许多思想在斯拉夫新异教和极右翼环境中得到了广泛传播；这些观点中最突出的是犹太人窃取了伟大的“雅利安”智慧、“巴勒斯坦”一词的民间词源，以及犹太人是不同种族罪犯的集合体。最后一点被亚历山大·巴尔卡绍夫、尤里·佩图霍夫、Yu·M·伊万诺夫和弗拉基米尔·伊斯塔霍夫所接纳。他在《去锡安化》中的一些想法被作家尤里·谢尔盖耶夫直接借用。他在1973年的信包含了斯拉夫新异教政治化派系意识形态的主要组成部分：反犹主义、“锡安主义阴谋”的观点、拒绝作为“犹太宗教”的基督教，以及呼吁复兴斯拉夫-俄罗斯异教的世界观。
在叶梅利亚诺夫的影响下，许多标志性属于进入了关于古斯拉夫人的奇幻和伪科学文献中，这些术语向知情者表明他们正在谈论一种特定的意识形态，但允许他们避免反犹主义或种族主义的指控：“Опалённый стан”（巴勒斯坦）、“Сиян-гора”（锡安）、“Руса-салем”（耶路撒冷）、在古代穿越亚欧大陆的草原民族的祖先，以及作为寄生国的可萨（可萨犹太人阴谋论）。
叶梅利亚诺夫是俄罗斯主要关于弗拉基米尔一世的犹太-可萨血统的新异教神话之一的作者，由于弗拉基米尔一世的血统，他引入了作为犹太人奴役“雅利安人”工具的基督教。这在《去锡安化》中进行了描述。历史学家和宗教学者罗曼·希任斯基将这一想法描述为最“可憎”的新异教历史神话之一。希任斯基写到，叶梅利亚诺夫关于弗拉基米尔一世血统的神话完全基于试图将这些名字与其从希伯来语衍生的概念（甚至不是人名）联系起来并加以确定：——一个好的演说家、健谈者；——国王，统治者。希任斯基指出，关于弗拉基米尔的新异教神话与关于这个问题的科学著作相矛盾，特别是与全部历史资料相矛盾，后者证明了人名在俄罗斯的广泛传播和斯拉夫起源。
根据莫斯科梅夏涅区法院2008年12月3日的裁决，《去锡安化》被列入俄罗斯联邦极端材料清单，编号970。

## 引用
1. 1 2 3 4 5  Mitrokhin 2013，第216頁.
2. ↑  Klejn 2004，第113頁.
3. 1 2  Shizhensky 2009，第250-256頁.
4. ↑  Reznik 1991.
5. ↑  Schnirelmann 2015，第224, 250, 277頁.
6. 1 2  Mitrokhin 2013，第229頁.
7. 1 2 3 4  Schnirelmann 2015，第277頁.
8. ↑  Reznik 1991，第69-70頁.
9. 1 2 3  Антисемитизм в 1970–80-е гг. - Электронная еврейская энциклопедия ОРТ
10. ↑  Nudelman 1976，第36-37頁.
11. 1 2 3  Schnirelmann 2015，第272頁.
12. 1 2  Schnirelmann 2015，第278頁.
13. 1 2 3 4 5  Vishnevskaya 1988，第85頁.
14. ↑  Reznik 1991，第560頁.
15. 1 2 3  Mitrokhin 2013，第230頁.
16. ↑  Mitrokhin 2003，第426頁.
17. ↑  Mitrokhin 2013，第222頁.
18. ↑  Taguieff 2011，第503頁.
19. 1 2 3  Schnirelmann 2015，第279頁.
20. ↑  Reznik 1991，第44頁.
21. ↑  Mitrokhin 2013，第230—231頁.
22. 1 2 3  Mitrokhin 2013，第231頁.
23. 1 2  Reznik 1991，第81, 212頁.
24. ↑  Соловей В. Д. "Память": история, идеология, политическая практика // А. В. Лебедев (ред.) Русское дело сегодня. Кн. 1. "Память". Moscow: ЦИМО Institute of Anthropology and Ethnography, 1991. P. 12—95.
25. ↑  Laqueur 1994，第173頁.
26. ↑  Schnirelmann 2015，第289頁.
27. ↑  .   [2011-08-17]. （原始内容存档于2011-05-19） （俄语）.
28. 1 2 3  Schnirelmann 2015，第280頁.
29. ↑  Laqueur 1994，第212頁.
30. ↑  Mitrokhin 2013，第229—230頁.
31. ↑  Dunlop, John B. The faces of contemporary Russian nationalism. Princeton, N. J.: Princeton Univ. Press, 1983. P. 267.
32. ↑  Schnirelmann 2015，第225頁.
33. ↑  Schnirelmann 2015，第225—226頁.
34. ↑  Schnirelmann 2015，第226頁.
35. ↑  Schnirelmann 2015，第278-279頁.
36. ↑  Русское дело сегодня. Кн. 1. "Память" / Ред. А. В. Лебедев. Мoscow: ЦИМО ИЭА РАН, 1991. P. 113—126.
37. ↑  Соловей В. Д. Современный русский национализм: идейно-политическая классификация // Общественные науки и современность. 1992. No 2. P. 129.
38. 1 2  Schnirelmann 2015，第227頁.
39. ↑  .   [2012-12-06]. （原始内容存档于2018-07-19） （俄语）.